# Мурина, Юлия Григорьевна
Ю́лия Григо́рьевна Му́рина (бел. Юлія Георгіеўна Мурына, род. 21 февраля 1979, д. Издрашево, Солигорский район, Минская область, Белорусская ССР, СССР) — белорусский государственный и политический деятель. Человек года Минщины (2014).

## Биография
Родилась Юлия 21 февраля 1979 года в деревне Издрашево, что находится в Солигорском районе. Окончила Санкт-Петербургский государственный институт психологии и социальной работы и Академию управления при Президенте Республики Беларусь, специалист по управлению персоналом. Работала первым секретарем Солигорского горкома ОО «БРСМ», первым секретарем Солигорского райкома ОО «БРСМ». До назначения на должность депутата работала директором государственного учреждения «Солигорский районный территориальный центр социального обслуживания населения».
Избиралась депутатом Солигорского районного Совета депутатов 25, 26 и 27-го созывов.
Являлась депутатом Палаты представителей Национального собрания Беларуси VI созыва.
Была избрана депутатом Палаты представителей Национального собрания Белоруссии VII созыва. Округ: Солигорский сельский № 69. Помощники депутата: Ирина Николаевна Дубовская и Алла Васильевна Кругосвет. Заместитель председателя Постоянной комиссии Палаты представителей по бюджету и финансам.
Проживает в Минске.

## Депутат Палаты представителей

### VI созыв (11 октября 2016 — 6 декабря 2019)
Во время функционирования Палаты представителей VI созыва являлась членом Постоянной комиссии по труду и социальным вопросам .
Законопроекты:
- «О внесении дополнений и изменения в Закон Республики Беларусь «О пенсионном обеспечении»;
- «О ратификации Договора между Республикой Беларусь и Эстонской Республикой о социальном обеспечении».

### VII созыв (с 6 ноября 2019)
Во время функционирования Палаты представителей VII созыва является заместителем председателя Постоянной комиссии по бюджету и финансам.
Законопроекты:
- «Об утверждении отчета об исполнении бюджета государственного внебюджетного фонда социальной защиты населения Республики Беларусь за 2019 год»;
- «О бюджете государственного внебюджетного фонда социальной защиты населения Республики Беларусь на 2021 год»;
- «Об утверждении отчета об исполнении бюджета государственного внебюджетного фонда социальной защиты населения Республики Беларусь за 2020 год».

## Выборы
| Кандидат                    | Кандидат                    | Субъект выдвижения          | Голосов | %     |
| --------------------------- | --------------------------- | --------------------------- | ------- | ----- |
|                             | Мурина Юлия Георгиевна      | Беспартийная                | 37 697  | 66,50 |
|                             | Драбеня Андрей Михайлович   | Беспартийный                | 11 457  | 20,20 |
| Против всех                 | Против всех                 | Против всех                 | 6 502   |       |
| Недействительных бюллетеней | Недействительных бюллетеней | Недействительных бюллетеней | 1 007   |       |
| Всего                       | Всего                       | Всего                       | 67 203  | 100   |
| Явка избирателей            | Явка избирателей            | Явка избирателей            | 56 663  | 84,30 |

| Кандидат                    | Кандидат                    | Субъект выдвижения                | Голосов | %     |
| --------------------------- | --------------------------- | --------------------------------- | ------- | ----- |
|                             | Мурина Юлия Георгиевна      | Беспартийная                      | 36 477  | 65,02 |
|                             | Василевская Алла Викторовна | Беспартийная                      | 9 925   | 17,69 |
|                             | Сечко Игорь Николаевич      | Либерально-демократическая партия | 3 199   | 5,70  |
| Против всех                 | Против всех                 | Против всех                       | 5 809   |       |
| Недействительных бюллетеней | Недействительных бюллетеней | Недействительных бюллетеней       | 694     |       |
| Всего                       | Всего                       | Всего                             | 65 493  | 100   |
| Явка избирателей            | Явка избирателей            | Явка избирателей                  | 56 104  | 85,66 |

## Награды и почётные звания
- Человек года Минщины;
- Благодарственные письма Президента Республики Беларусь;
- Почетная грамота Национального собрания Республики Беларусь;
- Почетная грамота Минского областного исполнительного комитета;
- Почетная грамота Солигорского городского исполнительного комитета;
- Почетная грамота Солигорского районного исполнительного комитета;
- Благодарность Минского областного исполнительного комитета;
- Благодарность Солигорского городского исполнительного комитета;
- Благодарность Солигорского районного исполнительного комитета;
- Благодарность Министра труда и социальной защиты Республики Беларусь;
- Золотой значок ОО «БРСМ»[2].

## Личная жизнь
Замужем, воспитывает сына.